# Badinter-Kommission
Die Badinter-Kommission bezeichnete sich als Schiedskommission und befasste sich mit der Klärung juristischer Fragen, die der Zerfall Jugoslawiens in den frühen 1990er Jahren mit sich brachte. Sie wurde von der Europäischen Gemeinschaft am 27. August 1991 eingesetzt. Vorsitzender war der damalige Präsident des französischen Verfassungsgerichts, der Rechtswissenschaftler Robert Badinter. Weitere Mitglieder waren die damaligen Präsidenten des deutschen, italienischen, spanischen und belgischen Verfassungsgerichts (Roman Herzog, Aldo Corasaniti, Francisco Tomás y Valiente, Irène Pétry).
Während ihrer Arbeit erstattete die Badinter-Kommission insgesamt 15 Gutachten sowie eine Entscheidung, mit der sie Einsprüche gegen die Erstattung dreier Gutachten zurückwies. Im Einzelnen:
- Gutachten Nr. 1 vom 29. November 1991 über den völkerrechtlichen Status der Sozialistischen Föderativen Republik Jugoslawien (SFRJ)
- Gutachten Nr. 2 vom 11. Januar 1992 über das Selbstbestimmungsrecht der kroatischen und bosnisch-herzegowinischen Serben
- Gutachten Nr. 3 vom 11. Januar 1992 über die Grenzziehung zwischen Kroatien und Serbien sowie zwischen Bosnien und Herzegowina und Serbien
- Gutachten Nr. 4 vom 11. Januar 1992 über die Anerkennung Bosnien und Herzegowinas durch die EG und ihre Mitgliedstaaten
- Gutachten Nr. 5 vom 11. Januar 1992 über die Anerkennung Kroatiens durch die EG und ihre Mitgliedstaaten
- Gutachten Nr. 6 vom 11. Januar 1992 über die Anerkennung Mazedoniens durch die EG und ihre Mitgliedstaaten
- Gutachten Nr. 7 vom 11. Januar 1992 über die Anerkennung Sloweniens durch die EG und ihre Mitgliedstaaten
- Interlocutory Decision vom 4. Juli 1992 über die Zurückweisung von Einsprüchen gegen die Erstattung der Gutachten 8–10
- Gutachten Nr. 8 vom 4. Juli 1992 über den völkerrechtlichen Status der SFRJ
- Gutachten Nr. 9 vom 4. Juli 1992 über die Regelung der sich aus der Staatennachfolge ergebenden Fragen
- Gutachten Nr. 10 vom 4. Juli 1992 über den völkerrechtlichen Status der Bundesrepublik Jugoslawien
- Gutachten Nr. 11 vom 16. Juli 1993 über die jeweiligen Zeitpunkte der Nachfolge
- Gutachten Nr. 12 vom 16. Juli 1993 über die Verteilung von Staatseigentum, Archiven und Schulden der SFRJ
- Gutachten Nr. 13 vom 16. Juli 1993 über die Regelung der Verantwortlichkeiten für Kriegsschäden
- Gutachten Nr. 14 vom 13. August 1993 über die Verteilung von Staatseigentum, Archiven und Schulden der SFRJ
- Gutachten Nr. 15 vom 13. August 1993 über Fragen in Bezug auf die Zentralbanken

Die ersten sieben Gutachten erstattete sie als Conference on Yugoslavia Arbitration Commission, die Interlocutory Decision und die Gutachten Nr. 8–10 als Conference for Peace in Yugoslavia Arbitration Commission und die letzten fünf Gutachten als International Conference on the Former Yugoslavia Arbitration Commission. Sie ist damit auch Spiegelbild des Fortgangs der damaligen internationalen Bemühungen um eine Bewältigung der geschichtlichen Ereignisse auf dem Balkan.
In ihrem ersten Gutachten kam die Kommission zu dem Ergebnis, dass sich die SFRJ im Prozess der Selbstauflösung befände, nachdem ihre Bundesorgane funktionsunfähig geworden seien. Es sei Aufgabe der Föderationsrepubliken, die Staatennachfolge zu regeln.
Am 16. Dezember 1991 verabschiedete eine außerordentliche EG-Ministerratssitzung Richtlinien für die Anerkennung neuer Staaten in Osteuropa und der Sowjetunion. Daraufhin wurde die Kommission mit den Anerkennungsgesuchen Kroatiens, Sloweniens, Mazedoniens und Bosnien und Herzegowinas befasst. In den Gutachten Nr. 4–7 stellte sie fest, dass Kroatien, Slowenien und Mazedonien die Voraussetzungen für eine Anerkennung erfüllten, hingegen die Staatswerdung Bosnien und Herzegowinas noch nicht abgeschlossen sei.
In ihren Gutachten Nr. 8 und 10 stellte die Kommission den mittlerweile eingetretenen völkerrechtlichen Untergang der SFRJ fest und sah folglich in der Bundesrepublik Jugoslawien keinen verbleibenden Rumpfstaat, der mit der SFRJ völkerrechtlich identisch wäre, sondern ebenfalls einen neuen Staat. Gemäß Gutachten Nr. 9 traten alle neugegründeten Staaten gemeinsam die juristische Nachfolge der SFRJ an; Gutachten Nr. 11–15 behandelten diesbezügliche Einzelfragen.
Die Gutachten waren von erheblichem Einfluss auf die Jugoslawien-Politik der EG und ihrer Mitgliedstaaten sowie der internationalen Gemeinschaft insgesamt. Zwar behandelten sie nicht alle Fragen, die Staatsuntergang und Staatennachfolge auf dem Balkan aufwarfen, trugen aber dennoch zu einer Festigung und Weiterbildung des entsprechenden Völkerrechts bei. Rechtliche Verbindlichkeit entfalteten sie indes nicht.